# Dänische Badmintonmeisterschaft 1973
Die Dänische Badmintonmeisterschaft 1973 fand vom 3. bis zum 6. Februar in Kopenhagen im Gentofte-BK-Sporthalle statt. Es war die 43. Austragung der nationalen Titelkämpfe im Badminton in Dänemark.

## Titelträger
| Disziplin    | Sieger                                           |
| ------------ | ------------------------------------------------ |
| Herreneinzel | Svend Pri, Amager BC                             |
| Dameneinzel  | Lene Køppen, Valby BC                            |
| Herrendoppel | Svend Pri, Amager BC Poul Petersen, Østerbro BK  |
| Damendoppel  | Ulla Strand, Københavns BK Lene Køppen, Valby BC |
| Mixed        | Svend Pri, Amager BC Ulla Strand, Københavns BK  |